# HD12790
HD12790 є хімічно пекулярною зорею спектрального класу
A4 й має видиму зоряну величину в смузі V приблизно 10,1.